# Järvtjärnen (Burträsks socken, Västerbotten, 717455-172910)
Järvtjärnen är en sjö i Skellefteå kommun i Västerbotten och ingår i Bureälvens huvudavrinningsområde. Sjön har en area på 0,311 kvadratkilometer och ligger 84,1 meter över havet.

## Delavrinningsområde
Järvtjärnen ingår i det delavrinningsområde (717799-172611) som SMHI kallar för Ovan 717323-172854. Medelhöjden är 133 meter över havet och ytan är 25,84 kvadratkilometer. Räknas de 25 avrinningsområdena uppströms in blir den ackumulerade arean 243,16 kvadratkilometer. Avrinningsområdets utflöde Bureälven mynnar i havet. Avrinningsområdet består mestadels av skog (62 procent), öppen mark (13 procent) och jordbruk (18 procent). Avrinningsområdet har 0,3 kvadratkilometer vattenytor vilket ger det en sjöprocent på 1,2 procent.